# Visockis
Visockis ist ein litauischer und lettischer männlicher Familienname slawischer Herkunft, eine Form von Wisotzki.

## Weibliche litauische Formen
- Visockytė (ledig)
- Visockienė (verheiratet)

## Personen
- Aivars Visockis (* 1957), lettischer Bodybuilder
- Antanas Visockis (* 1941), litauischer Maler und Kunstpädagoge, Professor